# Bruce Bvuma
Bruce Bvuma, né le 15 mai 1995, est un footballeur international sud-africain. Il joue au poste de gardien de but aux Kaizer Chiefs.

## Biographie

### En club
Formé aux Kaizer Chiefs, il y commence sa carrière professionnelle en 2017. Il est alors troisième gardien dans la hiérarchie derrière Itumeleng Khune et Nhlanhla Khuzwayo. À partir d'avril 2017, il profite d'une blessure jusqu'à la fin de saison du second pour prendre place sur le banc. Il joue son premier match le 25 avril 2017 face à Cape Town City (défaite 3-2). Il est également titularisé la semaine suivante face à Supersport United (2-2).
Lors de la saison 2017-2018, toujours troisième gardien, il ne joue aucune rencontre et doit se contenter de rares apparitions sur le banc.
En juillet 2018, Nhlanhla Khuzwayo quitte le club pour Orlando Pirates mais Virgil Vries est recruté pour pallier ce départ. Ce qui ne permet pas à Bvuma de monter dans la hiérarchie. En décembre 2018, Itumeleng Khune se blesse gravement à l'épaule et voit sa saison prendre fin. Dans un premier temps, c'est Vries qui est désigné titulaire mais après cinq titularisations il ne convainc pas et ne sera plus retenu dans l'effectif jusqu'à son départ en mai. Bvuma entrevoit enfin une chance d'être titulaire. Néanmoins, lors du mercato hivernal, les Kaizer Chiefs recrutent un nouveau gardien, Daniel Akpeyi. Les deux portiers se partagent le temps de jeu en championnat lors de la seconde partie de saison. Concernant la Coupe d'Afrique du Sud, c'est Bvuma qui garde les buts jusqu'à la finale perdue 1-0 face au TS Galaxy. Il compte 10 apparitions toutes compétitions confondes en 2018-2019.
Akpeyi est nommé numéro un pour 2019-2020 devant Khune, revenu de blessure. Bvuma redevient donc le troisième choix et doit se contenter de quelques apparitions dans l'effectif, notamment lorsque Khune est blessé.

### En sélection
Il reçoit sa première sélection en équipe d'Afrique du Sud le 4 juillet 2017, lors de la Coupe COSAFA 2017 contre le Botswana (victoire 2-0). 
Il participe ensuite à la Coupe d'Afrique des nations 2019.

## Palmarès
Kaizer Chiefs
- Coupe d'Afrique du Sud (1) :
  - Vainqueur : 2018-19.